# 297-я гвардейская зенитная ракетная бригада
297-я гвардейская зенитная ракетная бригада — зенитное ракетное соединение ПВО Сухопутных войск Российской Федерации. Бригада дислоцируется в селе Леонидовка Пензенского района Пензенской области.
Условное наименование — Войсковая часть № 02030 (в/ч 02030). Сокращённое наименование — 297 гв. зрбр.
Соединение находится в составе 2-й гвардейской общевойсковой армии Центрального военного округа.

## Предыстория
Предыстория образования 297-й гвардейской зенитной ракетной бригады ведёт своё начало с августа 1960 года. На базе двух зенитных артиллерийских полков 61-й
артиллерийской дивизии 38-й армии Прикарпатского военного округа в городе Ужгороде был сформирован 177-й отдельный зенитный артиллерийский полк среднего калибра. На вооружении полка находились 100-мм зенитные пушки КС-19, управление которыми осуществлялось с помощью ПУАЗО-6 и СОН-9А.
1 июня 1961 года полк был переформирован в 177-й отдельный зенитно-ракетный полк ПВО. На вооружение полка поступили современные комплексы. Для быстрейшего овладения новой техникой основные специалисты подразделений полка в июне — сентябре 1961 года прошли переобучение. Все дивизионы успешно окончили курс обучения, и уже в сентябре 1961 года полк провёл начальные, боевые стрельбы. Первый пуск осуществляли офицер наведения капитан С. Г. Толстелеев и расчёт сержанта А. Н. Налетова. После проведения начальных стрельб полк в сентябре 1961 года железнодорожным транспортом передислоцировался из города Ужгорода в Венгерскую Народную Республику на аэродром «Bеспрем» и вошёл в состав Южной группы войск. Первым командиром полка был полковник Мельниченко Семён Владимирович.
С 1 января 1962 года в соответствии с приказом командующего ЮГВ полк заступил на боевое дежурство.
На основании приказа Министра обороны СССР от 3 февраля 1962 года установлен годовой праздник части в честь дня её сформирования — 1 июня.
В период Карибского кризиса с 19 октября по 21 ноября 1962 года полк нёс боевую вахту в состоянии повышенной боевой готовности. Личный состав проявил высокие морально-боевые качества, при этом 116 солдат и сержантов подали рапорты с просьбой послать их добровольцами для защиты Кубинской Республики.
На общем собрании полка личный состав третьего года службы выразил готовность служить столько, сколько необходимо для обеспечения безопасности нашей Родины. 1962 учебный год полк закончил с хорошей оценкой.
За отличные и хорошие показатели в боевой и политической подготовке, хорошее содержание боевой техники и оружия полку было присуждено переходящее «КРАСНОЕ ЗНАМЯ» Военного Совета Южной группы войск, личный состав полка был поощрён ценными подарками и грамотами от министра обороны СССР.
В 1963 г. полк был перевооружён на новую технику — зенитный ракетный комплекс С-75М и выполнил боевые стрельбы с оценкой «отлично». Присутствующий на боевых стрельбах Маршал артиллерии В. И. Казаков дал высокую оценку и наградил ценными подарками отличившихся военнослужащих полка.
В 1967 году полк повторно выполнил боевые стрельбы с оценкой «отлично». С этого времени отличная стрельба становится славной боевой традицией соединения. В 1968 году полк под командованием полковника Колочая Дмитрия Максимовича принимал участие в учении войск ПВО Страны «Небесный щит» и показал высокий уровень боевого мастерства.
За отличные и хорошие показатели боевой и политической подготовки, высокую воинскую дисциплину и хорошее содержание вооружения и боевой техники полк в 1962, 1963, 1966, 1967, 1970, 1973, 1974, 1976 годах награждался переходящим «Красным знаменем» Военного Совета Южной группы войск.

## История

### Советский период
В марте 1977 года в месте постоянной дислокации 177-го отдельного зенитного ракетного полка (аэродром «Веспрем») была сформирована 297-я зенитная ракетная бригада под командованием подполковника Капренко Николая Андреевича. Основой формирования явились кадры 177-го зенитного ракетного полка. В бригаду было передано боевое знамя, грамота Президиума Верховного Совета СССР, исторический формуляр и дата годового праздника от 177 полка. Днём образования 297-й зенитной ракетной бригады считается 15 марта 1977 года.
В этом же году бригада была направлена в Оренбургский учебный центр на переобучение на зенитный ракетный комплекс «Круг». Сразу же по прибытии в учебный центр началась напряжённая боевая учёба по освоению новой техники. Все специалисты показали твёрдые знания своих функциональных обязанностей, умение эффективно использовать боевую технику. Боевые стрельбы на Государственном полигоне были выполнены с оценкой «хорошо». 29 января 1981 года соединению и зенитным ракетным дивизионам были вручены боевые красные знамёна.
1983 год стал годом дальнейшего повышения уровня боевой готовности, качественного несения боевого дежурства, укрепления воинской дисциплины. По итогам учебного года соединение было определено лучшим соединением в войсках ПВО ЮГВ.
В мае 1984 года соединение передислоцировалось с г. Веспрема в г. Дунафёльдвар. Прибыв в пункт постоянной дислокации, командиры развернули активную работу по укрытию боевой техники, улучшению быта личного состава, совершенствованию инфраструктуры военного городка.
По итогам стрельб в 1988 году соединение признано лучшим в Войсках ПВО Сухопутных войск и награждено вымпелом Министра обороны СССР «За мужество и воинскую доблесть».
В соответствии с решением Правительства СССР о выводе советских войск, дислоцированных за границей, на территорию СССР, части и подразделения бригады в период с 15 апреля по 20 мая 1990 года были выведены из состава Южной группы войск и перевезены из Венгерской Республики к новому месту постоянной дислокации (посёлок Алкино-2 Чишминского района Башкирской АССР). Передислокация бригады в полном составе, с боевой техникой, вооружением и материальными средствами осуществлялась железнодорожным транспортом. На новом месте бригада вошла в состав Приволжско-Уральского военного округа.

### Постсоветский период
С 17 по 23 августа 1992 года, с 29 августа по 1 сентября 1994 года с бригадой проведены тактические учения с выполнением боевых стрельб на Государственном полигоне «Эмба». Общая оценка за тактические учения с боевой стрельбой — «хорошо». В апреле 1997 года в соединении проводилось тактическое учение с выполнением зачётных учебных стрельб по реальным воздушным целям. Офицеры центра боевого применения средств ПВО высоко оценили уровень боевого мастерства личного состава соединения. Общая оценка за учения — также «хорошо».
По итогам 2000 года 297-я зенитная ракетная бригада заняла второе место в Вооружённых силах Российской Федерации по службе войск и обеспечению безопасности условий военной службы. По итогам 2001 года среди лучших частей 2-й общевойсковой армии 297-я зрбр заняла также второе место.
В 2002 году 297-я зенитная ракетная бригада была перевооружена на комплекс «Бук-М1». Переобучение личного состава соединения проводилось в Оренбургском учебном центре с 5 июля по 10 октября 2002 года. Экзаменом на профессиональную зрелось стала боевая стыковочная стрельба на базе 315 учебного центра боевого применения ВВС «Телемба» в Сибирском военном округе. Стрельба проходила в остановке, максимально приближенной к боевой. С оценкой «отлично» бригада вернулась на место постоянной дислокации. В 2004 году в тактических учениях с боевой стрельбой в 42-м учебном центре «Ашулук» соединение ещё раз показало своё мастерство и умение, выполнив программу боевых стрельб на оценку «отлично».
В августе 2005 года, в дни проведения праздничных мероприятий, посвящённых 1000-летию города Казани, бригада осуществляла противовоздушную оборону города. В ходе несения боевого дежурства личный состав показал высокие профессиональные навыки и отличные знания
основ боевой работы.
2006 год для бригады оказался крайне напряжённым. На базе соединения с 9 по 22 марта проводились широкомасштабные мобилизационные учения. По количеству привлекаемых граждан из запаса эти учения явились самыми крупными за последние 15 лет.
В мае 2007 года бригада несла боевое дежурство по обеспечению саммита «Россию в Евросоюз». В октябре 2007 года соединение привлекалось для проведения охранных мероприятий по обеспечению празднования 450-летия добровольного присоединения Башкирии к России. За образцовое выполнение поставленных задач бригаде объявлена благодарность от Президента Российской Федерации.
С марта по апрель 2008 года бригада выезжала на государственный полигон «Капустин Яр», где проводились тактические учения с боевой стрельбой. Действия соединения на учениях было оценено на «отлично».
С 5 августа по 2 октября 2008 года 297-я зенитная ракетная бригада принимала участие в учениях «Стабильность-2008», проходивших на государственном полигоне «Донгузский» Оренбургской области.
В 2009 году бригада перевооружена на новый зенитный ракетный комплекс «Бук-М2». С этого года личный состав бригады постоянно
принимает участие в парадах войск на Красной площади в городе Москве. 30 мая 2009 года 297-й зенитной ракетной бригаде вручено Боевое знамя нового образца.
В сентябре 2011 года бригада принимала участие в стратегических учениях «Центр-2011» на полигоне «Ашулук». Все поставленные тактико-огневые задачи выполнены на оценку «отлично». По итогам учений «Центр-2011» бригада признана лучшим соединением войск ПВО Центрального военного округа и награждена Вымпелом командующего войсками Центрального военного округа «За отличие, проявленное в ходе стратегического учения „Центр-2011“».
После участия в параде на Красной площади в городе Москве личный состав соединения в июне 2013 года принимал участие по охране воздушных рубежей во время проведения «Универсиады» в г. Казани.
В 2015 году 297-я зенитная ракетная бригада несла боевое дежурство по ПВО в ходе проведения охранных мероприятий встречи глав государств ШОС, глав государств и правительств БРИКС в городе Уфа. По завершении мероприятий бригада приняла участие в СКШУ «Центр−2015». Основные этапы учения проводились на полигоне «Ашулук», по результатам учений бригада получила оценку «хорошо».

## Командиры
Командиры 297-й зенитной ракетной бригады:
- полковник Мельяченко Семён Владимирович (1960—1965),
- подполковник Дебелый Пётр Поликарпович (1965—1966),
- подполковник Омельяченко Дмитрий Георгиевич (1966—1967),
- полковник Колочай Дмитрий Максимович (1967—1971),
- подполковник Литвинов Владимир Максимович (1971—1975),
- подполковник Карпенко Николай Андреевич (1975—1979),
- подполковник Дектярев Вячеслав Демьянович (1979—1982),
- полковник Сторчук Юрий Алексеевич (1982—1986),
- полковник Корнев Анатолий Семёнович (1986—1987),
- полковник Волков Виктор Иванович (1987—1991),
- полковник Азаров Тимофей Михайлович (1991—1995),
- полковник Кольчевский Сергей Викторович (1995—2005),
- полковник Бояринов Александр Николаевич (2005—2010),
- полковник Золотов Алексей Юрьевич (2010—2012),
- полковник Кукушкин Владимир Витальевич (2012—2013),
- полковник Николаенков Алексей Леонидович (с 2013 по 2019),
- полковник Поляков Владимир Николаевич (с 2019 по н.в.)

## Награды
- Почётное наименование "гвардейская" (08 ноября 2023 года) — "за массовый героизм и отвагу, стойкость и мужество, проявленные личным составом бригады в боевых действиях по защите Отечества и государственных интересов в условиях вооружённых конфликтов" [3]